# Bernat Ribera
Bernat Ribera (Barcelona, 1684 – Viena, 1777) fou un religiós de l'orde dels predicadors, natural de Barcelona on el 1699 prengué els hàbits i vots al Convent de Santa Caterina (Barcelona). Fou anomenat vulgarment Ribereta per ser de petita alçada.
És curiosa la censura teològica poc favorable que fa de l'adoració que es retia com l'eucaristia al Lignum Crucis venerat a l'església parroquial de Cervera amb el nom de Sant Misteri. L'any 1723 predicà la quaresma a Santa Maria del Mar el discurs «Luz de la verdad o diálogo entre cuatro soldados Roque, Carranza ...» dels que Torres i Amat, tot i circular sense signar, atribueix a Ribereta. Aquest també esmenta que el canonge Pasqual de les Avellanes va copiar entre els seus manuscrits un romanç.
Predicà, a l'Imperi Rus sota la protecció de l'ambaixador espanyol. Trobant-se el dia 21 juliol 1730 a Moscou va assistir a unes conclusions de teologia, vestit amb l'hàbit del seu orde, desconegut a tota Rússia, i argumentà sobre la processó de l'Esperit Sant del Fill, que neguen els grecs. Arran d'unes imatges en una església en què es mostrava el Papa a la mateixa alçada que Luter, Mahoma i Calví feu una exhortació pública per manifestar el poc respecte que es tenia per als catòlics en aquelles terres. Cal advertir que havent viscut tres anys com a capellà l'ambaixador espanyol el duc de Llíria, i missioner apostòlic nomenat pel Papa; aquest li va encarregar esbrinar els ritus, i religió grega, temples, monestirs, sagristies, i tot el més recòndit li va ser manifestat amb tanta protecció. Va tractar als prelats russos: per això va poder donar una exacta notícia de l'Església Russa. Aquest tractat expressa una extensa relació de l'estat d'aquella església. Tenen a Sant Andreu pel fundador de la religió en aquell país.
Temps després (1733) publicà l'obra titulada «Echo Fidei» a Viena (Arxiducat d'Àustria) on sembla que s'establí amb certa protecció. Torres i Amat esmenta que a la biblioteca de Convent de Santa Caterina (Barcelona) abans dels avalots anticlericals del 25 de juliol de 1835, hi havia un retrat de Ribera, i en el seu contorn i al peu hi havia escrita una quarteta, i el diploma de Carles VI a què al·ludeix: «Varon de un aspecto afable = En esta bella pintura =Mas del César la escritura = Te hace mas recomendable». El tal diploma de Carles VI és de l'any 1730, en el qual el nomena el seu teòleg o conseller espiritual. És en aquest diploma en què es fa esment de la data en què va professar al convent de Barcelona el 1699.